# Łucja Radwan
Łucja Radwan (ur. 1951 w Tuchowie) – austriacko-polska artystka malarka, zam. w Gols, Burgenland. Jest córką malarza Tadeusza Radwana.

## Twórczość
Twórczość Łucji Radwan obejmuje rozmaite techniki malarskie, w tym akwarelę, akryl, szkic tuszem i malarstwo olejne. Artystka zyskała początkowo uznanie jako akwarelistka – jej pełne pasji obrazy przedstawiały zarówno miejskie jak i wiejskie pejzaże. Z czasem najbardziej rozpoznawalnym stylem Radwan stała się sztuka z motywami skalnymi w nurcie Speleo-Art – w tym zazwyczaj wielkoformatowe obrazy olejne inspirowane złożoną morfologią form jaskiniowych ze stalaktytami i stalagmitami. Artystka łączy w ten sposób nieograniczoną wielość form i barw z charakterystyczną dla niej grą antytez: grozy i majestatyczności oraz żyjącego pulsu ze statyczną równowagą. Rezultatem są dzieła naznaczone przemyślaną strukturą przestrzenną i starannym, czasochłonnym wykończeniem. W odróżnieniu od tego obrazy akrylowe Radwan mogą wywoływać wrażenie spontaniczności, gdzie atrakcyjny temat wywodzi się z chwilowej inspiracji.